# Nisenan (volk)
De Nisenan of Zuidelijke Maidu zijn een Noord-Amerikaans indianenvolk en de inheemse bevolking van de valleien van de American, Bear en Yuba River in de Californische Central Valley.
De Nisenan worden beschouwd als een tak van de Maidu. De Nisenan zijn sterk uitgedund sinds de Europees-Amerikaanse kolonisatie. Vroeger had de groepering een federale erkenning via de Nevada City Rancheria. Tegenwoordig zijn er nog Nisenan aangesloten bij de Shingle Springs Band of Miwok Indians.
De traditionele taal was het Nisenan, dat op een niet-moedertaalspreker na is uitgestorven.